# Copiii lui Hansen
Copiii lui Hansen (titlu original în limba sârbă: Hansenova djeca) este un roman scris de Ognjen Spahić și publicat pentru prima dată în anul 2004.
Acțiunea romanului are loc la leprozeria din Tichilești, în pragul începerii Revoluției Române din 1989, și urmărește evenimente fictive din viața unui grup restrâns de bolnavi de lepră care trăiesc aici, izolați și cu puține cunoștințe despre ce se întâmplă în exteriorul curții spitalului. Titlul provine de la cuvintele folosite de personajul-narator pentru a se referi la oamenii infectați cu bacilul provocator de lepră, descoperit de medicul norvegian Gerhard Armauer Hansen.
Pentru Copiii lui Hansen, Spahić a fost distins în 2005 cu Premiul Meša Selimović pentru cel mai bun roman al anului.